# Sphaerobasidium subinvisibile
Sphaerobasidium subinvisibile är en svampart som beskrevs av Liberta 1967. Sphaerobasidium subinvisibile ingår i släktet Sphaerobasidium och familjen Hydnodontaceae.   Inga underarter finns listade i Catalogue of Life.